# Uvs Nuur
Uvs Nuur (mongoliska: Увс Нуур) är den största sjön i Mongoliet, belägen i landets nordvästra del. Den ligger 753 meter över havsnivån och har en yta på 3 350 km². Den största bosättningen vid dess strand är Ulaangom. Sjöns nordöstra del ligger inom den ryska delrepubliken Tuva. 
Uvs Nuur, som är grund och har en hög salthalt, är den enda återstoden av ett hav som för flera tusen år sedan täckte ett betydligt större område. Sjön är mittpunkten i Uvs Nuur-bäckenet, som täcker en yta på 700 000 km² och är en av de bäst bevarade naturliga stäpplandskapen i Eurasien. Förutom Uvs Nuur innefattar avrinningsområdet flera mindre sjöar, såsom Ureg Nuur på 1 450 meters höjd över havsnivån. Då dessa sjöar ligger norr om många andra sjöar i Centralasien har de betydelse för sjöfågelmigrationen i området.
Då bäckenet sträcker sig över gränsen mellan Sibirien och Centralasien varierar temperaturen från −58 °C på vintern till 47 °C på sommaren. Trots det stränga klimatet lever där 173 fågelarter och 41 däggdjursarter, däribland den utrotningshotade snöleoparden, argalifår och asiatisk stenbock.
År 2003 utsågs Uvs Nuur-bäckenet till världsarv av Unesco. Området är ett av världsarvslistans största till ytan.
Området har sedan år 1997 varit ett biosfärområde och år 2004 utsågs sjön med omgivningar till ett ramsarområde.